# Звенигородский, Семён Григорьевич
Князь Семён Григорьевич Звенигородский († после 1625) — наместник, воевода, боярин и дипломат. Младший из двух сыновей воеводы князя Григория Васильевича Звенигородского.

## Биография
Написан в дворянах по Дорогобужу и над ним пометка "в Чернигове" (1577). Дворянин московский (1577). В 1581 году находился на воеводстве в Ладоге.
В 1585 году воевода, по ногайским вестям, в сторожевом полку в Михайлове. Из Михайлова назначен одним из воевод «на поле Черкас сыскать» из-за отписки головы Романа Вердеревского, «что его громили Черкасы».
В 1585 году — сходный воевода в Туле, затем участвовал во встрече турецкого посла под Азовом и «по ногайским вестям» участвовал в походе из Переяславля-Рязанского в Шацк.
Весной 1587 года «для приходу крымского царя» назначен вторым воеводой передового полка в Туле. Через полтора месяца — второй воевода сторожевого полка в Дедилове, а первым воеводой был князь Михаил Фёдорович Кашин-Оболенский.
Осенью 1587 года воеводами передового полка в Дедилове были назначены Иван Львович Салтыков и князь Семён Григорьевич Зенигородский, полка правой руки в Веневе — боярин князь Дмитрий Иванович Хворостинин и князь Фёдор Андреевич Звенигородский, большим полком в Туле — князь Фёдор Андреевич Ноготков и Михаил Глебович Салтыков. Князья Ф. А. и С. Г. Звенигородские списков не взяли и били челом царю на М. Г. Салтыкова. Царь Фёдор Иоаннович поддержал их и дал им «грамоту невместную на Салтыкова».
В марте 1588 года князья Михаил Васильевич Ноздроватый, Семён Григорьевич и Фёдор Андреевич Звенигородские вступили в местнический спор с Михаилом Глебовичем Салтыковым. По царском указу местническое дело расследовали боярин Тимофей Романович Трубецкой и дьяк Сапун Аврамов. Михаил Салтыков был оправдан, а его челобитчики наказаны.
Осенью 1588 года — второй воевода передового полка на Туле, потом первый воевода в Мценске. В апреле 1589 года получив титул наместника брянского, возглавил русское посольство в Грузию, ко двору кахетинского царя Александра. Его сопровождали находившиеся в Москве грузинские послы. Из Астрахани с делегацией плыл на судах до устья р. Терека, откуда прибыл на конях в Сунженский острог.
В октябре 1589 года прибыл в Грузию, откуда летом 1590 года вернулся в Москву. От имени царя Фёдора Иоанновича русский посол обещал кахетинскому царю Александру свободу для всей Грузии, а также восстановление её полуразрушенных храмов и городов.
Летом 1591 года служил вторым воеводой в сторожевом полку в Тульском разряде (при первом воеводе Ждане Сабурове). Воевода и наместник брянский, послан в Колу для размежевания границ с норвежскими послами (август 1592). В декабре 1592 года воеводами в сторожевой полк назначены князья Иван Петрович Ромодановский и Семён Григорьевич Звенигородский. Самого князя Семёна в ту пору не было в Мышаге. «А в князь Семеново место бил челом государю большой его брат родной, князь Иван: на государеву службу брат мой готов, а быть ему меньше князя Ивана Ромодановского невместно». Но царь не изменил прежней росписи.
В 1592 году князь Семён Григорьевич Звенигородский наместник брянский, и Григорий Борисович Васильчиков, наместник болховский, выехали во главе русской делегации в Колу для переговоров с датскими послами. Они долго жили в Коле, но так и не дождались датской делегации. Из бесед с местными жителями они узнали «межи Норвегии с Новгородской Лопью» и поручили жителям прекратить споры и мирно торговать до заключения договора между русским царем Фёдором Иоанновичем и датским королём Кристианом IV.
Весной 1593 года — второй воевода сторожевого полка в Туле при первом воеводе Ждане Сабурове. Осенью того же года — пристав при Николае Варкоче, после германского императора Рудольфа II.
Приезжает в Колу для размежевания границ и не дождавшись послов уезжает в Москву (1595). Второй воевода сторожевого полка в Дедилове (1597-1598).
В 1598 году подписал соборное постановление об избрании на царский престол Бориса Фёдоровича Годунова. В 1600—1601 годах — воевода в Копорье, в 1605 году — второй воевода и «товарищ» первого воеводы князя А. А. Телятевского в Чернигове, в 1606 году — второй воевода в Астрахани.
В 1608 году — боярин и дворецкий Лжедмитрия II, управлял у него Приказом Большого Дворца. 
В 1615 году — воевода в Касимове, в 1616—1618 годах — во Владимире, в 1625 году — в Курмыше. Участвовал в церемонии отпуска персидского посла Руста-бека (1625). Воевода в Курмыше (1627-1629). Приглашался к столу Государя и приходил поздравлять его с праздником (1625-1627).

## Критика
Князь Семён Григорьевич дворянин московский (1577), что указывает  на то, что он в этом году был уже не юношей, а человеком заявившим себя на государевой службе и следовательно имел не менее 25 лет от роду. Упомянутый на службе (1629) он бы имел не  менее 77 лет от роду и проявлял ещё достаточно энергии для выполнения служебных обязанностей, что является крайним исключением. Эти данные дают достаточно оснований полагать, что изложенная биография относится не к одному, а к двум лицам, второе которое мы не знаем. Предположительно, что у отца было два сына с именем Семён и все события которые начинаются (с 1615) относятся ко второму сыну. В исторических актах имеется сообщение из Новгорода Бориса Лихарева, что после убийства Лжедмитрия II (1610) побиты многие приверженцы самозванца, в том числе и Семён Звенигородский (без отчества). Если это сообщение верно, то все данные (с 1615) надо отнести ко второму неизвестному князю Семёну Звенигородскому.
Князь П.В. Долгоруков, миссию князя Семёна Григорьевича в Иверию (Грузию) к царю Александру, совершенно неправильно приписывает князю Семёну Васильевичу Звенигородскому, который в то время уже умер и ошибается в годе посольства относя его (1591), тогда как Семён Григорьевич выехал из Москвы (апрель 1589)  и в октябре того же года приехал к Александру, а в Москву возвратился (лето 1590).